# Meathop
Meathop – wieś w Anglii, w Kumbrii, w dystrykcie (unitary authority) Westmorland and Furness.